# Сан Микеле (Пезаро и Урбино)
Сан Микеле (итал. San Michele) је насеље у Италији у округу Пезаро и Урбино, региону Марке.
Према процени из 2011. у насељу је живело 1334 становника. Насеље се налази на надморској висини од 104 м.